# Mason Toye
Mason Toye (South Orange, 16 ottobre 1998) è un calciatore statunitense, attaccante dello Sporting K.C..

## Caratteristiche tecniche
È un centravanti.

## Carriera
Ha esordito in MLS l'11 marzo 2018 disputando con il Minnesota Utd l'incontro vinto 2-1 contro l'Orlando City. Il 1º ottobre 2020 passa al Montréal Impact.

## Statistiche

### Presenze e reti nei club
Statistiche aggiornate al 22 ottobre 2023.
| Stagione                | Squadra                      | Campionato              | Campionato | Campionato | Coppe nazionali | Coppe nazionali | Coppe nazionali | Coppe continentali | Coppe continentali | Coppe continentali | Altre coppe | Altre coppe | Altre coppe | Totale | Totale |
| Stagione                | Squadra                      | Comp                    | Pres       | Reti       | Comp            | Pres            | Reti            | Comp               | Pres               | Reti               | Comp        | Pres        | Reti        | Pres   | Reti   |
| ----------------------- | ---------------------------- | ----------------------- | ---------- | ---------- | --------------- | --------------- | --------------- | ------------------ | ------------------ | ------------------ | ----------- | ----------- | ----------- | ------ | ------ |
| 2017                    | Colorado Springs Switchbacks | USL                     | 5          | 1          | CC              | -               | -               |                    | -                  | -                  |             | -           | -           | 5      | 1      |
| 2018                    | Minnesota Utd                | MLS                     | 17         | 0          | CC              | 1               | 0               |                    | -                  | -                  |             | -           | -           | 18     | 0      |
| apr.-giu. 2019          | Forward Madison              | USL1                    | 7          | 0          | CC              | -               | -               |                    | -                  | -                  |             | -           | -           | 7      | 0      |
| magg.-ott. 2019         | Minnesota Utd                | MLS                     | 18         | 6          | CC              | 5               | 2               |                    | -                  | -                  |             | -           | -           | 23     | 8      |
| mar.-ott. 2020          | Minnesota Utd                | MLS                     | 9          | 2          |                 | -               | -               |                    | -                  | -                  |             | -           | -           | 9      | 2      |
| Totale Minnesota United | Totale Minnesota United      | Totale Minnesota United | 44         | 8          |                 | 6               | 2               |                    | -                  | -                  |             | -           | -           | 50     | 10     |
| ott. 2020               | Montréal Impact              | MLS                     | 7          | 0          | CC              | -               | -               | CCL                | 1                  | 0                  |             | -           | -           | 8      | 0      |
| 2021                    | Montréal Impact              | MLS                     | 14         | 7          | CC              | -               | -               |                    | -                  | -                  |             | -           | -           | 14     | 7      |
| 2022                    | Montréal Impact              | MLS                     | 20         | 2          | CC              | -               | -               |                    | -                  | -                  |             | -           | -           | 20     | 2      |
| 2023                    | Montréal Impact              | MLS                     | 14         | 3          | CC              | 1               | 0               |                    | -                  | -                  | LC          | 1           | 0           | 16     | 3      |
| feb.-ago. 2024          | Montréal Impact              | MLS                     | -          | -          | CC              | -               | -               |                    | -                  | -                  | LC          | -           | -           | -      | -      |
| Totale CF Montreal      | Totale CF Montreal           | Totale CF Montreal      | 55         | 12         |                 | 1               | 0               |                    | 1                  | 0                  |             | 1           | 0           | 58     | 12     |
| ago.-ott. 2024          | Portland Timbers             | MLS                     | 5          | 0          | CC              | -               | -               |                    | -                  | -                  | LC          | 3           | 1           | 8      | 1      |
| 2025                    | Sporting K.C.                | MLS                     | -          | -          | CC              | -               | -               |                    | -                  | -                  | LC          | -           | -           | -      | -      |
| Totale carriera         | Totale carriera              | Totale carriera         | 116        | 21         |                 | 7               | 2               |                    | 1                  | 0                  |             | 4           | 1           | 128    | 24     |